# Andrija Radović
Andrija Radović (Martinići, Kneževina Crna Gora 1872. – Beograd 1947.) crnogorski i jugoslavenski političar, predsjednik Vlade Crne Gore u dva navrata (1907. i 1916. – 1917.) i jedan od najvažnijih zagovornika ujedinjenja Kraljevine Crne Gore i Kraljevine Srbije 1918, godine.

### Rana karijera
U ranoj fazi života, ženidbom s kćeri vojvode Bože Petrovića uspio se Andrija Radović primaknuti crnogorskome Dvoru. 
Kao pitomac kralja Nikole I. Petrovića završio časničku školu u Italiji. 
Kralj Nikola ga je nazivao "Andrija, moj četvrti sin", tako da su Radoviću sva vrata crnogorske državne uprave bila širom otvorena - bio je maršal Dvora, ravnatelj Ministarstva unutarnjih poslova, ministar financija, ministar građevinarstva, na koncu premijer i to dva puta.
Otuda je za sve bilo pravo iznenađenje kad je uhićen u Bombaškoj aferi 1908., te kad mu je sudski dokazana krivnja u toj terorističkoj uroti organiziranoj iz Beograda radi ubojstva kralja Nikole. Radović je osuđen na 15 godina zatvora.

### U egzilu
No, 1913. ga je kralj Nikola pomilovao, te odmah s robije Radović postaje državnim savjetnikom. 
Nakon kapitulacije Crne Gore 1916. u Prvom svjetskom ratu odlazi u Francusku gdje mu Nikola I.  povjerava premijersko mjesto. 
U siječnju 1917. Radović je opet iznenadio kralja Nikolu podnoseći neopozivu rezignaciju na premijersku dužnost. Odlazi Radović u Ženevu i tamo, uz financijsku potporu Nikole Pašića oformljuje Crnogorski odbor za narodno ujedinjenje, te pokreće list Ujedinjenje i započinje obavještajnu i promidžbenu djelatnost u korist Srbije.
Tijekom Versajske konferencije Pašić ga je pozvao u Pariz da, među inozemnim poslanstvima, radi na neutraliziranju propagande Vlade Crne Gore.

### Osveta komita
Crnogorski komiti, međutim, nisu mu zaboravili izdaju domovine. Osvetili su se tako što su Radoviću ubili oca.

### Kandidiranja za zastupnika
Radovićev rad za Srbiju, osim financijskih efekata, nije za njega osobno imao konkretne političke koristi u samoj Crnoj Gori, gdje se pokušavao nametnuti za stranačkog lidera. Naime,iako se odmah upisao u Demokratsku stranku iz Beograda na parlamentarnim izborima 1920. je Radović s 5,2% dobivenih glasova propao kao kandidat. 
Na izborima 1923. Radović također se nije uspio kvalificirati za zastupnika. 
Na narednim izborima 1925. njegove ga kolege iz Demokratske stranke nisu ni stavljali na listu.
No, 1927. je, kao osoba koja je zadužila srpske interese, stupio na dužnost viceguvernera Narodne banke u Beogradu gdje će i ostati do mirovine.